# Amanda Abbington
Amanda Abbington, nata Amanda Jane Smith (Londra, 28 febbraio 1974), è un'attrice britannica, nota principalmente per avere interpretato Josie Mardle in Mr Selfridge e Mary Morstan in Sherlock.

## Biografia
Abbington viveva nella contea di Hertfordshire con Martin Freeman, suo compagno dal 2000 da cui in seguito si è separata. La coppia ha lavorato insieme in svariate produzioni, tra cui Sherlock, in cui interpreta Mary Morstan, fidanzata e poi moglie di Watson, interpretato da Freeman. Hanno un figlio, Joe, nato nel 2006 e una figlia, Grace, nata nel 2008.

## Filmografia

### Cinema
- The All Together, regia di Gavin Claxton (2007)
- Swinging with the Finkels, regia di Jonathan Newman (2011)
- Ghosted, regia di Craig Viveiros (2011)
- Bring Back the Cat, regia di Lenny Dorfman (2016)
- Another Mother's Son, regia di Christopher Menaul (2017)
- Mistero a Crooked House (Crooked House), regia di Gilles Paquet-Brenner (2017)
- The Lost King, regia di Stephen Frears (2022)

### Televisione
- Metropolitan Police (The Bill) – serie TV, 7 episodi (1993-2007)
- Plotlands – serie TV, 6 episodi (1997)
- Wycliffe – serie TV, episodi 4x1 (1997)
- No Sweat – serie TV, episodi 2x5 (1998)
- Magic with Everything – serie TV, 6 episodi (1998)
- Picking up the Pieces – serie TV, 6 episodi (1998)
- Casualty – serie TV, episodi 13x22 (1999)
- Snap – serie TV, episodi 3x7 (1999)
- Dream Team – serie TV, 41 episodi (1999-2000)
- The Thing About Vince – serie TV, episodi 1x1,1x3 (2000)
- The Sins – serie TV, episodi 1x3,1x4 (2000)
- Hearts and Bones – serie TV, episodi 2x6 (2001)
- Shades – serie TV, episodi 1x5 (2001)
- Doc Martin, regia di Ben Bolt – film TV (2001)
- Men Only, regia di Peter Webber – film TV (2001)
- Always and Everyone – serie TV, episodi 4x3, 4x5, 4x7 (2002)
- 20 Things to Do Before You're 30 – serie TV, 8 episodi (2003)
- The Debt, regia di Jon Jones – film TV (2003)
- Bernard's Watch – serie TV, 9 episodi (2004)
- Coupling – serie TV, episodi 4x1, 4x2 (2004)
- Teachers – serie TV, episodi 4x3 (2004)
- Ti presento i Robinson (The Robinsons) – serie TV, 4 episodi (2005)
- Derailed, regia di Kenneth Glenaan – film TV (2005)
- The Booze Cruise II: The Treasure Hunt, regia di Paul Seed – film TV (2005)
- Man Stroke Woman – serie TV, 12 episodi (2005-2007)
- The Booze Cruise III: The Scattering, regia di Paul Seed – film TV (2006)
- The Good Night, regia di Jake Paltrow – film TV (2007)
- Doc Martin – serie TV, episodi 3x7 (2007)
- Sold – serie TV, episodi 1x6 (2007)
- Harley Street – serie TV, episodi 1x2 (2008)
- Coming Up – serie TV, episodi 6x4 (2008)
- Poirot (Agatha Christie's Poirot) – serie TV, episodi 11x2 (2008)
- After You've Gone – serie TV, 21 episodi (2007-2008)
- Psychoville – serie TV, episodi 1x1 (2009)
- Married Single Other – serie TV, 6 episodi (2010)
- Money – serie TV, episodi 1x1, 1x2 (2010)
- Postcode – serie TV, episodi 1x1, 1x2, 1x3 (2011)
- Case Histories – serie TV, 9 episodi (2011-2013)
- Being Human – serie TV, episodi 4x6 (2012)
- Joe Mistry, regia di Matt Lipsey – film TV (2013)
- Dinopaws – serie TV, 10 episodi (2014)
- Cuffs – serie TV, 8 episodi (2015)
- Mr Selfridge – serie TV, 36 episodi (2013-2016)
- Stag – serie TV, episodi 1x1, 1x3 (2016)
- Sherlock – serie TV, 12 episodi + 1 speciale (2010-2017)
- Uncle – serie TV, 7 episodi (2014-2017)
- Safe – serie TV, 8 episodi (2018)
- Flack – serie TV, 2 episodi (2019-2020)
- Professor Wolfe (Wolfe) – miniserie TV, 6 puntate (2021)

### Video
- The Bill: Target, regia di John Strickland (1996)
- After You've Gone: Deleted Scenes (2008)

## Doppiatrici italiane
Nelle versioni in italiano delle opere in cui ha recitato, Amanda Abbington è stata doppiata da:
- Barbara De Bortoli in Sherlock, Safe
- Francesca Fiorentini in Mistero a Crooked House, The Lost King
- Sabrina Duranti in Professor Wolfe
- Georgia Lepore in Mr Selfridge